# USS Lardner (DD-487)
Lo USS Lardner (hull classification symbol DD-487) fu un cacciatorpediniere della United States Navy, entrato in servizio nel maggio 1942 come parte della classe Gleaves.
Attivo durante la seconda guerra mondiale, il cacciatorpediniere operò nel teatro bellico dell'oceano Pacifico contro i giapponesi, partecipando a varie missioni durante la campagna delle isole Salomone, la campagna delle isole Marianne e Palau e la Campagna delle isole Vulcano e Ryūkyū principalmente come unità di scorta per i convogli di rifornimento e i gruppi da battaglia statunitensi.
Poco dopo la conclusione della guerra l'unità venne ceduta alla Marina militare turca assumendo la designazione di TCG Gemlik (distintivo ottico D-347); radiata nel 1974, la nave fu infine affondata come bersaglio durante un'esercitazione nel novembre 1982.

## Storia

### Entrata in servizio e campagna di Guadalcanal
Impostata il 15 settembre 1941 nei cantieri della Federal Shipbuilding and Drydock Company di Kearny nel New Jersey, la nave venne varata il 20 marzo 1942 con il nome di Lardner in onore di James L. Lardner, contrammiraglio statunitense durante l'epoca della guerra di secessione americana; madrina del varo fu Sidney F. Tyler II, pronipote del contrammiraglio Lardner. La nave entrò quindi ufficialmente in servizio il 13 maggio 1942, per poi intraprendere una crociera inaugurale al largo delle coste del New England tra il 28 maggio e il 1º luglio nel corso della quale fu chiamata a investigare su vari avvistamenti di U-Boot tedeschi al largo del Maine. Dopo aver brevemente operato nei Caraibi, il 21 agosto il Lardner lasciò la base di Balboa per trasferirsi nel Pacifico meridionale, arrivano a Tongatapu il 3 settembre; da qui il cacciatorpediniere servì come unità di scorta per i convogli navali alleati in zona, operando in particolare sulla rotta Noumea-Espiritu Santo.
Il 15 settembre 1942 il Lardner faceva parte della Task Force 18 incentrata sulla portaerei USS Wasp, impegnata a scortare un convoglio di truppe diretto a Guadalcanal; durante la navigazione la portaerei fu silurata e affondata dal sommergibile giapponese I-19: il Lardner tentò un contrattacco con il lancio di bombe di profondità che tuttavia non ebbe esito, per poi prendere a bordo 322 naufraghi della Wasp e portarli in salvo a Espiritu Santo. Tra il 17 e il 30 ottobre il Lardner operò al largo della costa di Guadalcanal in appoggio alle truppe statunitensi a terra, impegnate in una difficile campagna contro i giapponesi; nel corso di questo periodo il cacciatorpediniere eseguì diverse missioni di bombardamento delle posizioni nemiche, oltre ad abbattere due aerei giapponesi. In novembre la nave tornò alle missioni di scorta ai convogli di rifornimento diretti a Guadalcanal. Nella notte tra il 30 novembre e il 1º dicembre, assegnato in corsa alla Task Force 67 del contrammiraglio Carleton H. Wright, il Lardner partecipò alla battaglia di Tassafaronga a nord di Guadalcanal: la formazione statunitense attaccò un gruppo di navi giapponesi dirette a rifornire le loro truppe a Guadalcanal, e nonostante le gravi perdite patite dalla US Navy l'azione convinse l'alto comando nipponico a sospendere ulteriori missioni e predisporre invece la ritirata da Guadalcanal; il Lardner giocò un ruolo marginale nello scontro e non riportò alcun danno.
Dopo aver scortato l'incrociatore pesante USS Pensacola, gravemente danneggiato nello scontro di Tassafaronga, e l'incrociatore leggero USS Honolulu a Espiritu Santo, il 10 dicembre il Lardner si trasferì a Noumea dove fu sottoposto a lavori di manutenzione. Nel corso della prima parte del 1943 il cacciatorpediniere scortò gruppi da battaglia e convogli di rifornimento tra Espiritu Santo e Guadalcanal; dopo una breve sosta in Nuova Zelanda, il 17 febbraio il Lardner scortò un grosso convoglio a Guadalcanal respingendo strada facendo un attacco di velivoli giapponesi. Le missioni di scorta ai convogli proseguirono per tutto febbraio, marzo e aprile 1943, con varie tappe a Guadalcanal, Noumea, Espiritu Santo, Figi e Nuove Ebridi; il Lardner rientrò quindi a Pearl Harbor l'8 maggio per sottoporsi a lavori di modernizzazione degli apparati di bordo.

### Operazioni nel Pacifico

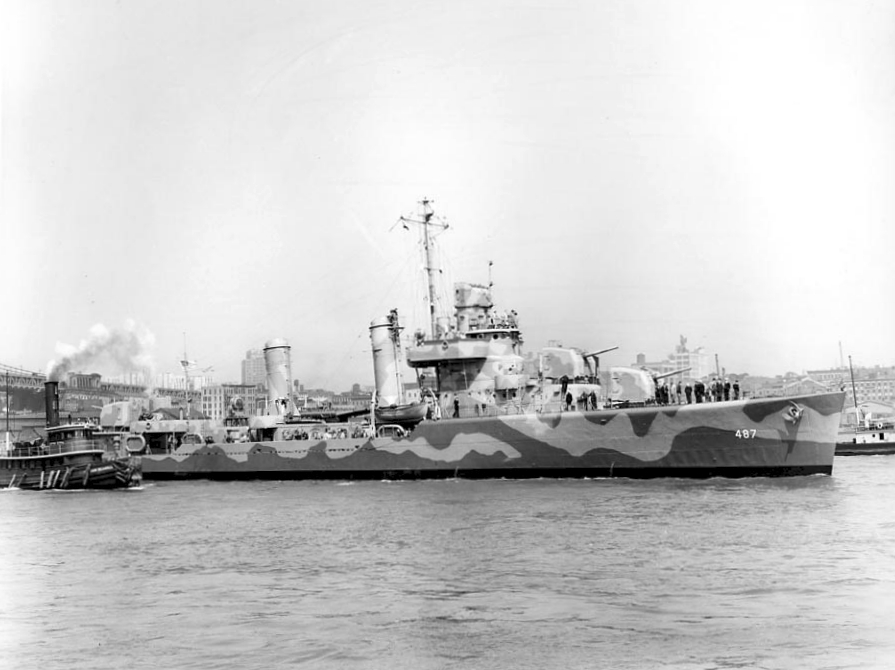
Il Lardner fotografato nel 1942 con lo scafo dotato di pitturazione mimetica

Dopo alcune operazioni nella zona delle Hawaii e una sosta a San Francisco, il 14 agosto il Lardner raggiunse Pago Pago nelle Samoa Americane dove si unì alla Task Force 37; da qui il cacciatorpediniere si trasferì nuovamente a Espiritu Santo per tornare a operare nelle acque delle isole Salomone. Dal novembre 1943 e fino al gennaio 1944 il Lardner operò nel corso della campagna di Bougainville, alternando le abituali missioni di scorta a gruppi da battaglia e convogli di rifornimenti con alcuni bombardamenti costieri delle postazioni giapponesi a Bougainville; in febbraio il cacciatorpediniere operò a nord delle Salomone, appoggiando gli sbarchi alleati alle isole Green, partecipando a bombardamenti delle basi giapponesi di Rabaul e Kavieng, e pattugliando le acque del Mare di Bismarck dove, il 25 febbraio, mandò a fondo una nave cargo nipponica. Tra marzo e aprile il Lardner fu aggregato come unità di scorta alla flotta di portaerei veloci della United States Pacific Fleet, partecipando a una serie di attacchi aerei contro le basi giapponesi nelle Palau e coprendo lo sbarco dei reparti statunitensi a Hollandia in Nuova Guinea.
Sempre impegnato come unità di scorta per i gruppi di portaerei, tra giugno e luglio 1944 il Lardner partecipò alla campagna delle isole Marianne e Palau, appoggiando gli sbarchi sulle isole di Guam, Saipan e Tinian; il cacciatorpediniere fu inoltre presente alla decisiva vittoria statunitense nella battaglia del Mare delle Filippine del 19-20 giugno. Dopo una sosta negli Stati Uniti per lavori di manutenzione al Puget Sound Naval Shipyard di Bremerton e un periodo di servizio nelle Hawaii, tra il novembre 1944 e il marzo 1945 il Lardner scortò convogli di rifornimento tra le basi di Ulithi ed Eniwetok e la testa di ponte statunitense nelle Filippine a Leyte; il 29 gennaio 1945 il cacciatorpediniere accusò danni dopo essersi incagliato in un bassofondo e dovette essere sottoposto a lavori a Ulithi.
Da febbraio fino ad aprile il Lardner operò principalmente nella zona delle Palau, sempre impegnato in pattugliamenti e missioni di scorta ai convogli; da maggio invece il cacciatorpediniere fu assegnato come scorta alle portaerei della United States Third Fleet, operando incessantemente durante una serie di raid statunitensi contro le basi giapponesi a Formosa e nelle isole Ryūkyū, in appoggio agli eventi della battaglia di Okinawa. Tra luglio e agosto la nave fu quasi costantemente in mare durante una serie di attacchi della Third Fleet contro le stesse isole del Giappone, operazioni conclusesi solo con la resa dei giapponesi e la conclusione delle ostilità il 15 agosto 1945.

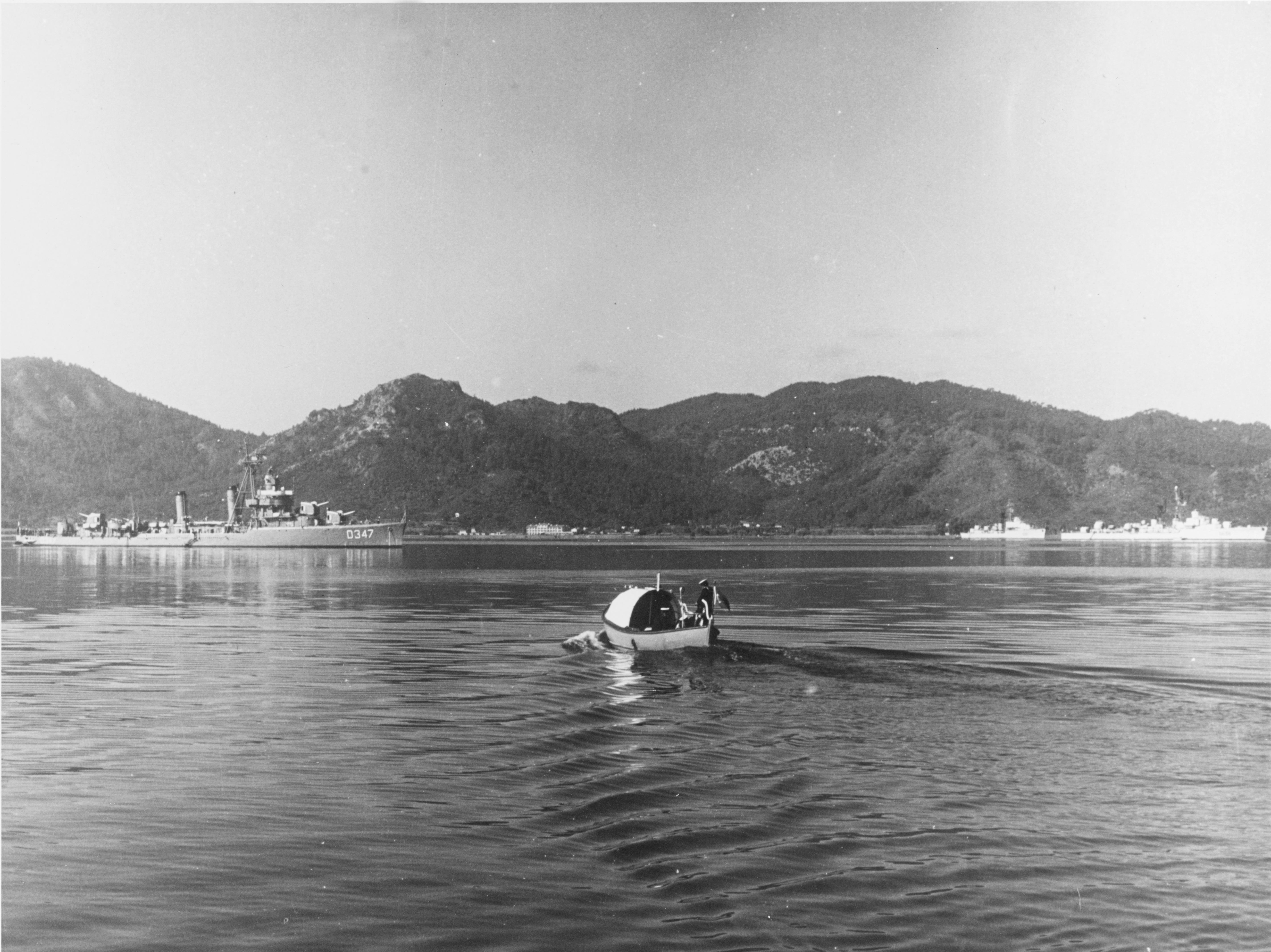
Il Gemlik (a sinistra) fotografato nel 1952; le unità sulla destra sono due cacciatorpediniere della Marina francese

### Nel dopoguerra
Il Lardner fece parte della flotta statunitense che il 29 agosto fece il suo ingresso nella baia di Tokyo, presenziando quindi alle cerimonie di resa del 2 settembre seguente. Nelle settimane seguenti il cacciatorpediniere fu impegnato nell'evacuazione dei prigionieri alleati detenuti in Giappone e in altri incarichi di occupazione nelle acque nipponiche; il 15 ottobre salpò dal Giappone per rientrare negli Stati Uniti, intraprendendo una lunga crociera via Singapore, Ceylon e Città del Capo per arrivare a New York il 7 dicembre 1945. Il Lardner rimase a New York fino al 9 febbraio 1946, quando si trasferì a Charleston dove il 16 maggio 1946 fu posto in disarmo; il 10 giugno 1949 la nave venne ceduta dagli Stati Uniti alla Turchia nell'ambito del programma MDAP, assumendo quindi la denominazione di TCG Gemlik (distintivo ottico D-347).
Il servizio sotto le insegne turche fu privo di eventi particolarmente significativi, e la nave fu infine radiata dal servizio nel 1974; trasformato in nave bersaglio, lo scafo fu infine affondato il 21 novembre 1982 durante un'esercitazione della NATO nel mar Mediterraneo orientale.